# ITF feminino de La Bisbal d'Empordà
O Torneig Internacional Femení Solgironès – ou Open Internacional Femení Solgironès, na última edição – foi um torneio de tênis profissional feminino, de nível ITF W100.
Realizado em La Bisbal d'Empordà, no nordeste da Espanha, estreou em 2016 e durou seis edições. Os jogos eram disputados em quadras de saibro durante o mês de maio.
Em 2023, foi promovido ao circuito challenger. Chegou a ser programado um retorno ao circuito ITF, em 2024, mas a empreitada foi cancelada.

## Finais

### Simples
| Ano                                                         | Campeã                 | Vice-campeã               | Resultado      |
| ----------------------------------------------------------- | ---------------------- | ------------------------- | -------------- |
| 2022                                                        | Wang Xinyu             | Erika Andreeva            | 3–6, 7–60, 6–0 |
| 2021                                                        | Irina Khromacheva      | Arantxa Rus               | 6–4, 1–6, 7–68 |
| Torneio não realizado em 2020 devido à pandemia de COVID-19 |                        |                           |                |
| 2019                                                        | Wang Xiyu              | Dalma Gálfi               | 4–6, 6–3, 6–2  |
| 2018                                                        | Kathinka von Deichmann | Sara Sorribes Tormo       | 6–3, 3–6, 6–3  |
| 2017                                                        | Georgina García Pérez  | Estrella Cabeza Candela   | 6–2, 0–6, 6–4  |
| 2016                                                        | Renata Zarazúa         | Irene Burillo Escorihuela | 36–7, 6–1, 6–4 |

### Duplas
| Ano                                                         | Campeãs                                     | Vice-campeãs                         | Resultado        |
| ----------------------------------------------------------- | ------------------------------------------- | ------------------------------------ | ---------------- |
| 2022                                                        | Victoria Jiménez Kasintseva Renata Zarazúa  | Alicia Barnett Olivia Nicholls       | 6–4, 2–6, [10–8] |
| 2021                                                        | Valentina Ivakhnenko Andreea Prisăcariu     | Mona Barthel Mandy Minella           | 6–3, 6–1         |
| Torneio não realizado em 2020 devido à pandemia de COVID-19 |                                             |                                      |                  |
| 2019                                                        | Arina Rodionova Storm Sanders               | Dalma Gálfi Georgina García Pérez    | 6–4, 6–4         |
| 2018                                                        | Jamie Loeb Ana Sofía Sánchez                | Yvonne Cavallé Reimers Chiara Scholl | 6–3, 6–2         |
| 2017                                                        | Olesya Pervushina Valeriya Strakhova        | Jaqueline Cristian Renata Zarazúa    | 7–5, 6–2         |
| 2016                                                        | Irene Burillo Escorihuela Ksenija Sharifova | Anđela Novčić Natasha Piludu         | 7–5, 6–4         |